# Північна рада
Північна рада або Рада міністрів північних країн (дан. Nordisk Råd, нор. Nordisk råd, швед. Nordiska rådet) — організація для координації співпраці між парламентами та урядами країн Північної Європи.

## Членство
Країни-члени:
- Данія
- Ісландія
- Норвегія
- Фінляндія (з 1956 року)
- Швеція

Асоційовані члени:
- Аландські острови
- Гренландія
- Фарерські острови

Спостерігачі:
- Естонія
- Латвія
- Литва

З 1991 року існують інформаційні офіси Північної ради в Естонії, Латвії, Литві та Росії (Калінінград і Санкт-Петербург).

## Премії під егідою Північної ради
Під егідою Північної ради щороку вручають чотири премії: за досягнення у літературі, музиці, захисті довкілля та кінематографі. Як правило, лауреатами премій стають діячі мистецтва та екологічного руху з країн, що входять до Північної ради.